# Rifugio Graffer al Grostè
De Rifugio Graffer al Grostè of voluit Rifugio Giorgio Graffer al Grostè is een berghut in de gemeente Ragoli in de Italiaanse provincie Trente. De berghut, gelegen op een hoogte van 2261 meter in de Brenta, een berggroep in de Dolomieten, behoort toe aan de Società Alpinisti Tridentini (SAT).
De hut werd gebouwd in 1947, werd in 1956 geschonken aan de SAT en gerestaureerd in 1990. De berghut is vernoemd naar de Italiaanse luchtmachtpiloot en alpinist Giorgio Graffer (1912-1940), die aan het begin van de Tweede Wereldoorlog omkwam bij een missie boven het luchtruim van Albanië. De hut is niet alleen 's zomers geopend; ook tussen 1 december en 25 april zijn de bar en het restaurant geopend. Het is dan echter niet mogelijk te overnachten, behoudens in het aanwezige wintervertrek.
De Rifugio Graffer al Grostè vormt de uitvalsbasis voor klimtochten naar de toppen van de Cima del Grostè (2901 meter), de Cima Roma (2837 meter), de Corno di Flavona (2768 meter) en de Cima Vagliana (2861 meter).